# Sphaerocephalum bulbiferum
Sphaerocephalum bulbiferum är en rundmaskart som beskrevs av Stekhoven 1943. Sphaerocephalum bulbiferum ingår i släktet Sphaerocephalum och familjen Linhomoeidae. Inga underarter finns listade i Catalogue of Life.